# 애설스탠
애설스탠(고대 영어: Æþelstan 애셀스탄, 894년 경 ~ 939년 10월 27일)은 웨식스의 마지막 국왕(재위: 924년 ~ 927년)이자 통일 잉글랜드의 첫번째 국왕(재위: 927년 ~ 939년)이다. 현대의 역사가들은 그를 잉글랜드의 최초의 왕이자, 가장 위대한 앵글로색슨 시대의 왕들 가운데 한 명으로 간주한다. 애설스탠은 에드워드 장형왕(Edward the Elder)의 아들이다. 결혼한 적이 없었고 자녀도 없었다. 그의 뒤를 이복형인 에드먼드 1세가 계승했다.
924년 7월 에드워드가 죽자 애설스탠은 머시아인들에 의해 왕으로 받아들여졌다. 그의 이복형 엘프웨어드는 웨식스 왕국에서 왕으로 인정 받았지만 아버지가 사망한 지 3주 이내에 사망했다. 애설스탠은 몇 달 동안 웨식스 왕국에서 저항에 부딪혔고 925년 9월까지 왕위에 오르지 못했다. 927년에 그는 마지막으로 남아 있는 바이킹 왕국인 요르비크를 정복하여 영국 전체를 통치한 최초의 앵글로색슨 통치자가 되었다. 934년에 그는 스코틀랜드를 침공하여 콘스탄티누스 2세를 자신에게 복종시키도록 강요했다. 스코틀랜드인과 바이킹인들은 애설스턴의 통치에 분노하여 937년에 영국을 침공했다. 애설스탠은 브루난버 전투에서 그들을 물리쳤고, 이 승리로 영국 제도와 대륙 모두에서 그에게 큰 명성을 안겨주었다. 939년 그가 죽은 후 바이킹은 요르비크의 지배권을 되찾았으며 954년이 되어서야 요르비크를 다시 정복했다.
그는 헌장 생산에 대한 통제권을 강화하고 먼 지역의 주요 인물을 의회로 소환했다. 이 회의에는 그의 영토 외부의 통치자, 특히 그의 지배권을 인정한 웨일스 왕도 참석했다. 다른 10세기 영국 왕보다 그의 통치 기간에 더 많은 법률 문서가 남아 있다. 그들은 광범위한 강도 사건과 그것이 사회 질서에 가하는 위협에 대한 그의 우려를 보여준다. 그의 법률 개혁은 그의 할아버지인 앨프레드 대왕의 법률 개혁을 바탕으로 이루어졌다. 애설스탠은 가장 경건한 웨스트색슨(West Saxon) 왕 중 한 명으로 유물을 수집하고 교회를 세운 것으로 유명했다. 그의 집은 그의 통치 기간 동안 영어 학습의 중심지였으며, 세기 후반에 베네딕토회 수도원 개혁의 토대를 마련했다. 애설스탠만큼 유럽 정치에서 중요한 역할을 한 웨스트색슨 왕은 없었으며 그는 여러 자매를 대륙 통치자와 결혼하도록 주선했다.

## 같이 보기
- 잉글랜드의 역사